# Alberto Montero
Alberto Montero Soler (Cornellá, 1 de febrero de 1970) es un profesor y político español, diputado por Málaga en el Congreso durante las XI y XII legislaturas.

## Biografía
Doctor en Ciencias Económicas por la Universidad de Málaga (2003), es profesor de Economía Aplicada en la misma universidad desde 1997. Entre 2009 y 2014 ocupó los cargos de tesorero, vicepresidente y presidente en el Centro de Estudios Políticos y Sociales. En 2012 colaboró con la campaña de Izquierda Unida a la presidencia de la Junta de Andalucía y posteriormente fue director de un proyecto de investigación para la Consejería de Fomento y Vivienda. Responsable del área de Economía de Podemos, en diciembre de 2015 fue elegido diputado por Málaga en el Congreso, y reelegido en 2016.